# Thiền viện Trúc Lâm Trí Đức

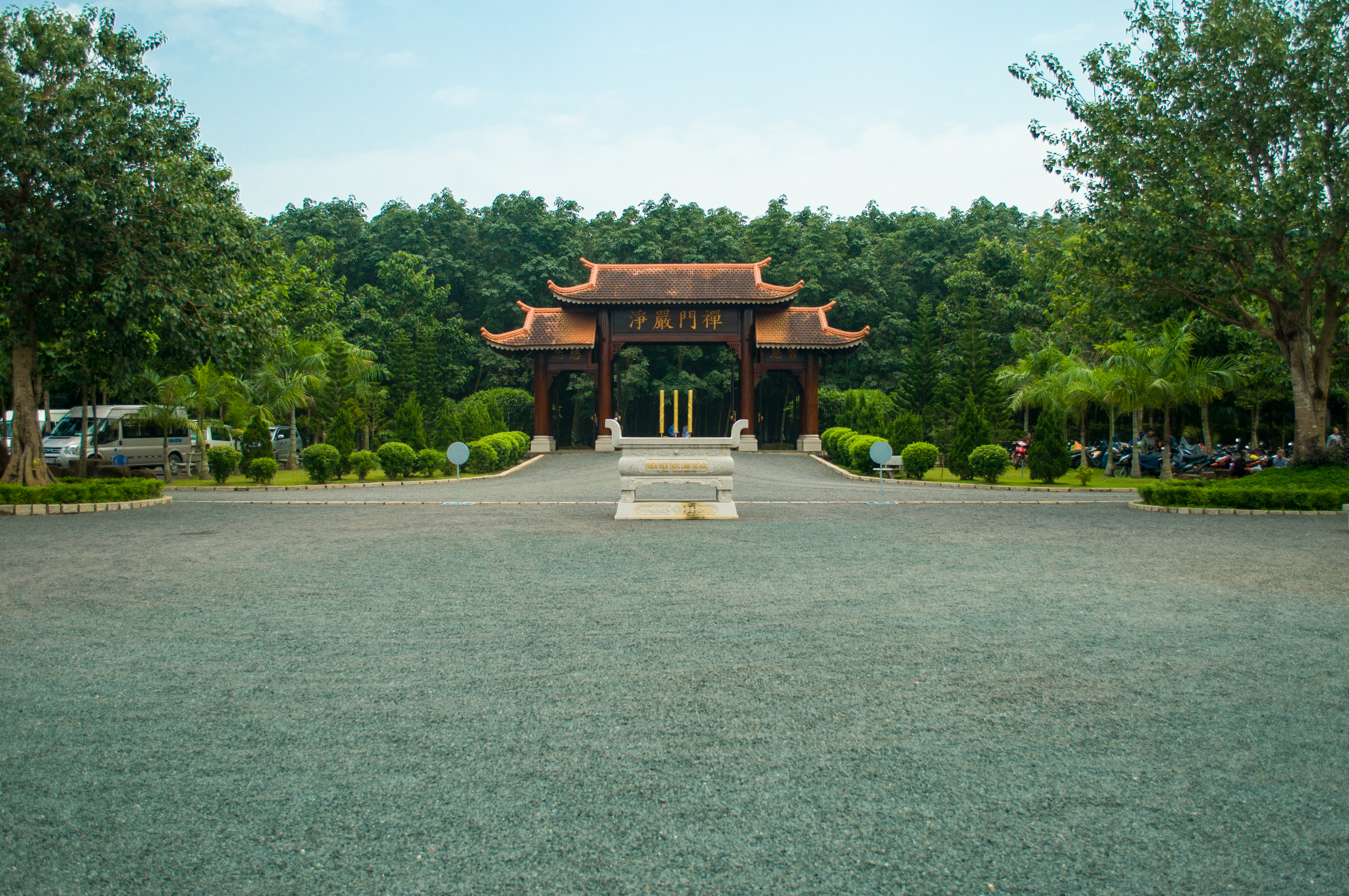
Cổng vào thiền viện Trúc Lâm Trí Đức

Thiền Viện Trúc Lâm Trí Đức là thiền viện thuộc Dòng thiền Trúc Lâm Yên Tử nước Việt, nằm tại ấp 5 xã An Phước, H. Long Thành, Tỉnh Đồng Nai, cách quốc lộ 51 khoảng 4 km. Đây là thiền viện lớn, có 2 viện Tăng - Ni riêng biệt, với tổng diện tích gần 10 mẫu.

## Lịch sử
Thiền viện Trúc Lâm Trí Đức được khởi công xây dựng ngày 02-5-2009 với nhiều hạng mục công trình: Chánh điện, Tổ đường, Trai đường, Thính Pháp đường, Khách đường, Thư viện, các khu tịnh thất… cho cả hai viện Tăng và Ni. Sáng ngày 15-1, Ban quản trị cùng chư Tăng, Ni và Phật tử thuộc Thiền phái Trúc Lâm đã làm lễ khai kinh, khánh thành thiền viện.

## Hoạt động của thiền viện
Đây là một thiền viện nghiên cứu và thực hành về Thiền tông. Theo lệ, vào ngày Chủ nhật tuần thứ hai mỗi tháng, Thiền viện đều tổ chức sinh hoạt đạo tràng, với hàng ngàn phật tử đến theo học về thiền, bao gồm các hoạt động: Tụng kinh, sám hối, ngồi thiền, thọ trai, nghe giảng pháp.
Du khách có thể tham quan cả 2 viện Tăng và Ni, tuy nhiên, vào giờ thiền du khách không được phép vào, và viện Ni - khu dành cho nữ tu - du khách cũng hạn chế đi vào.

## Một vài hình ảnh

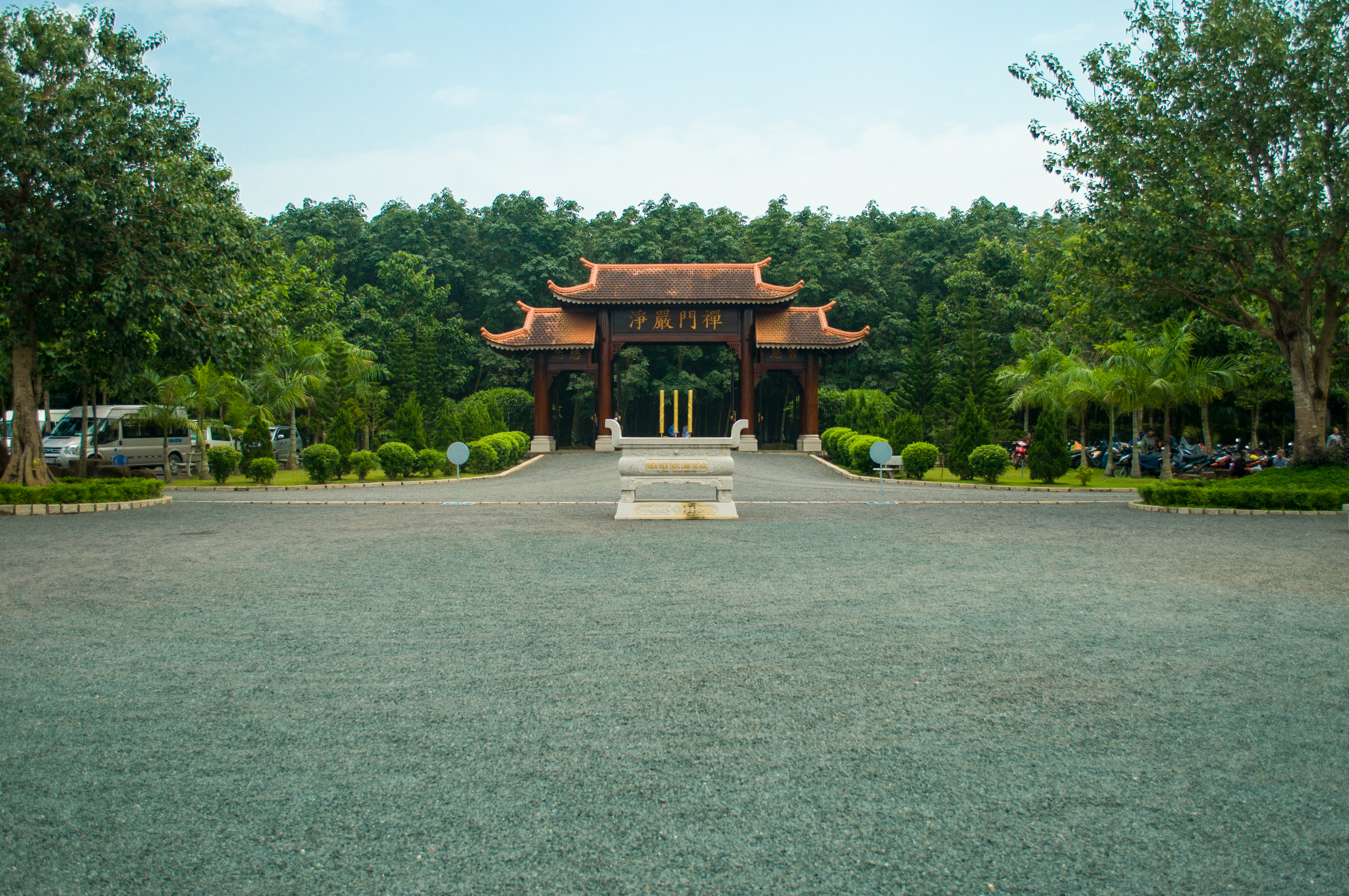
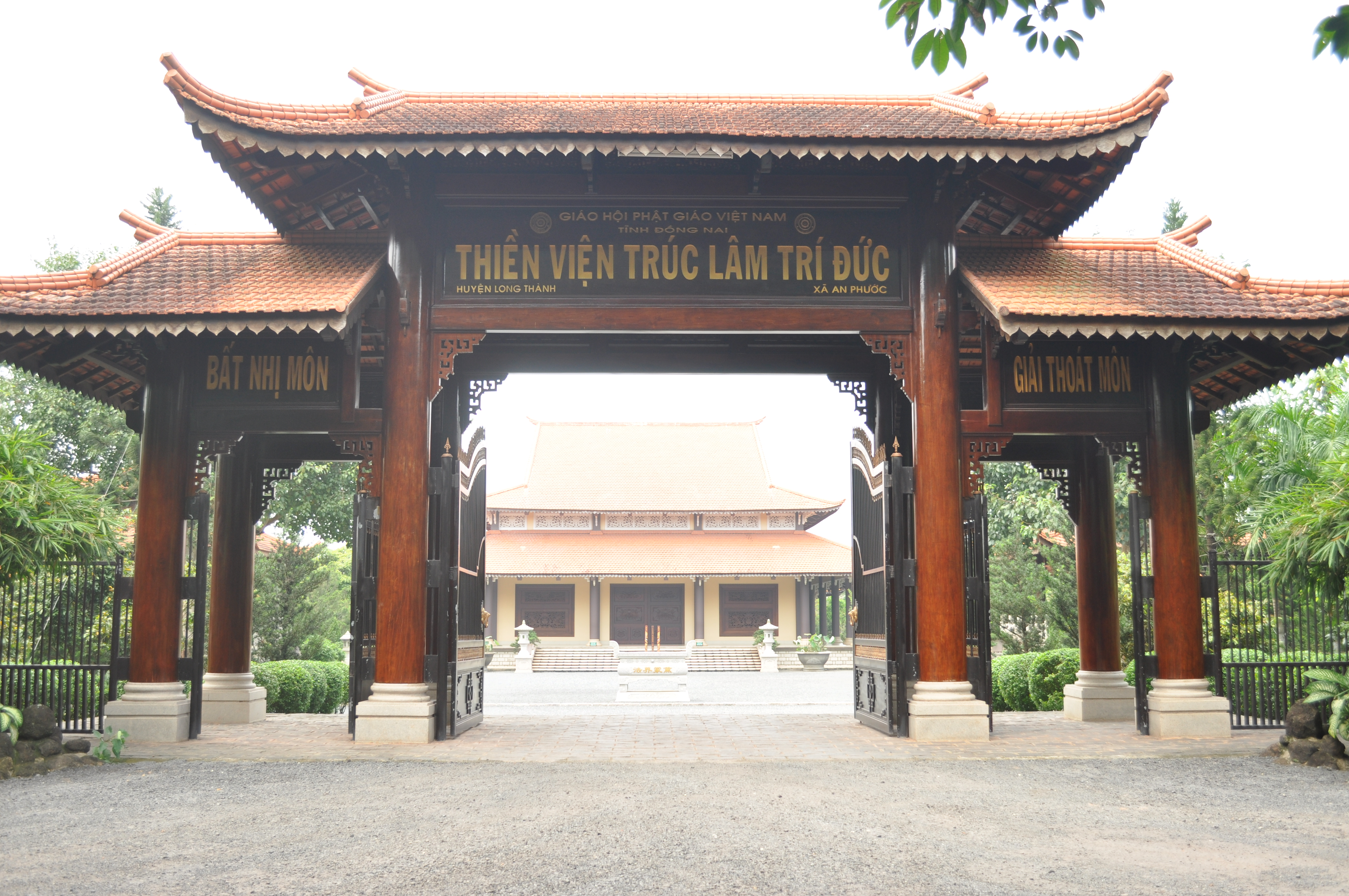
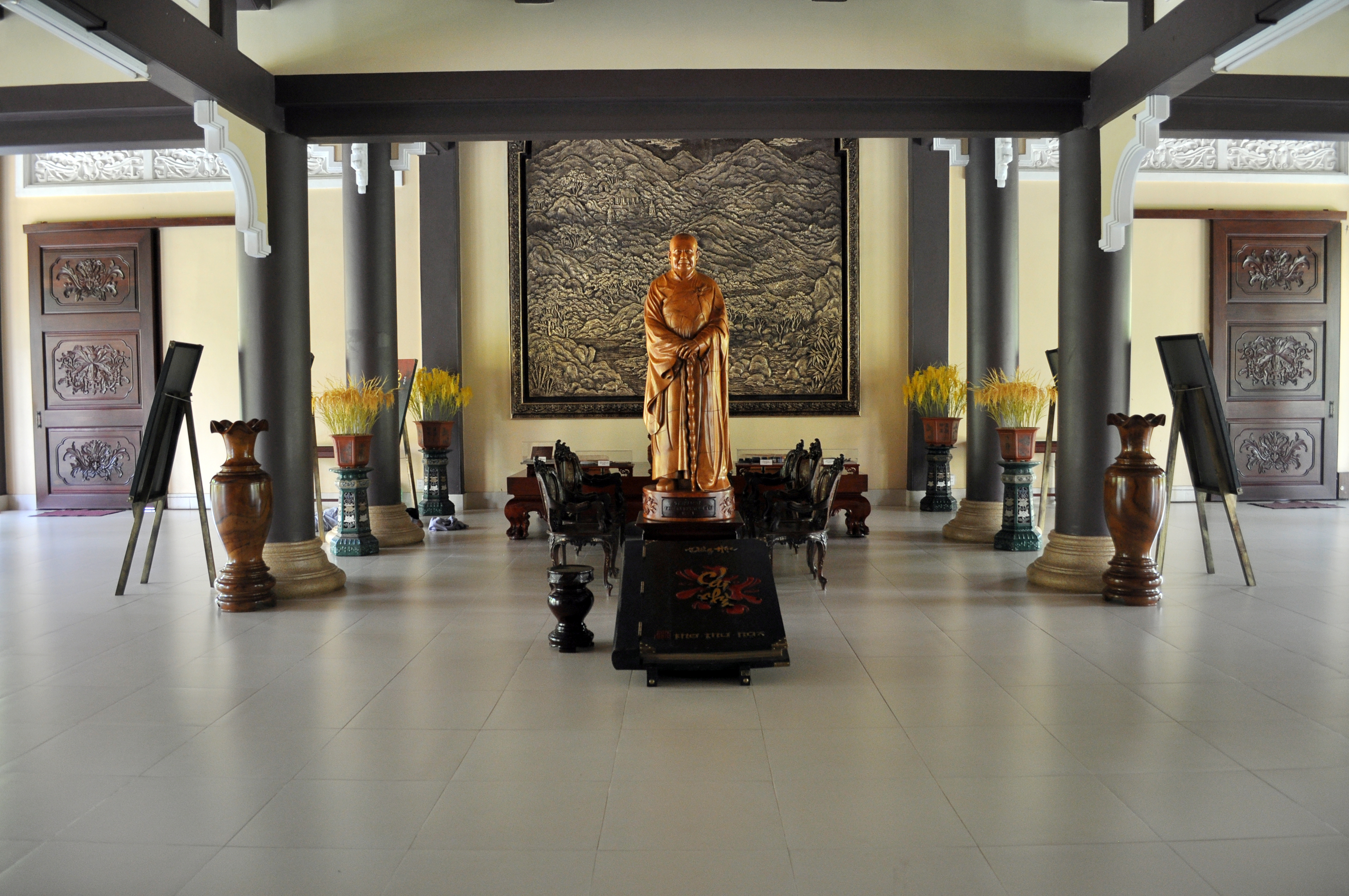
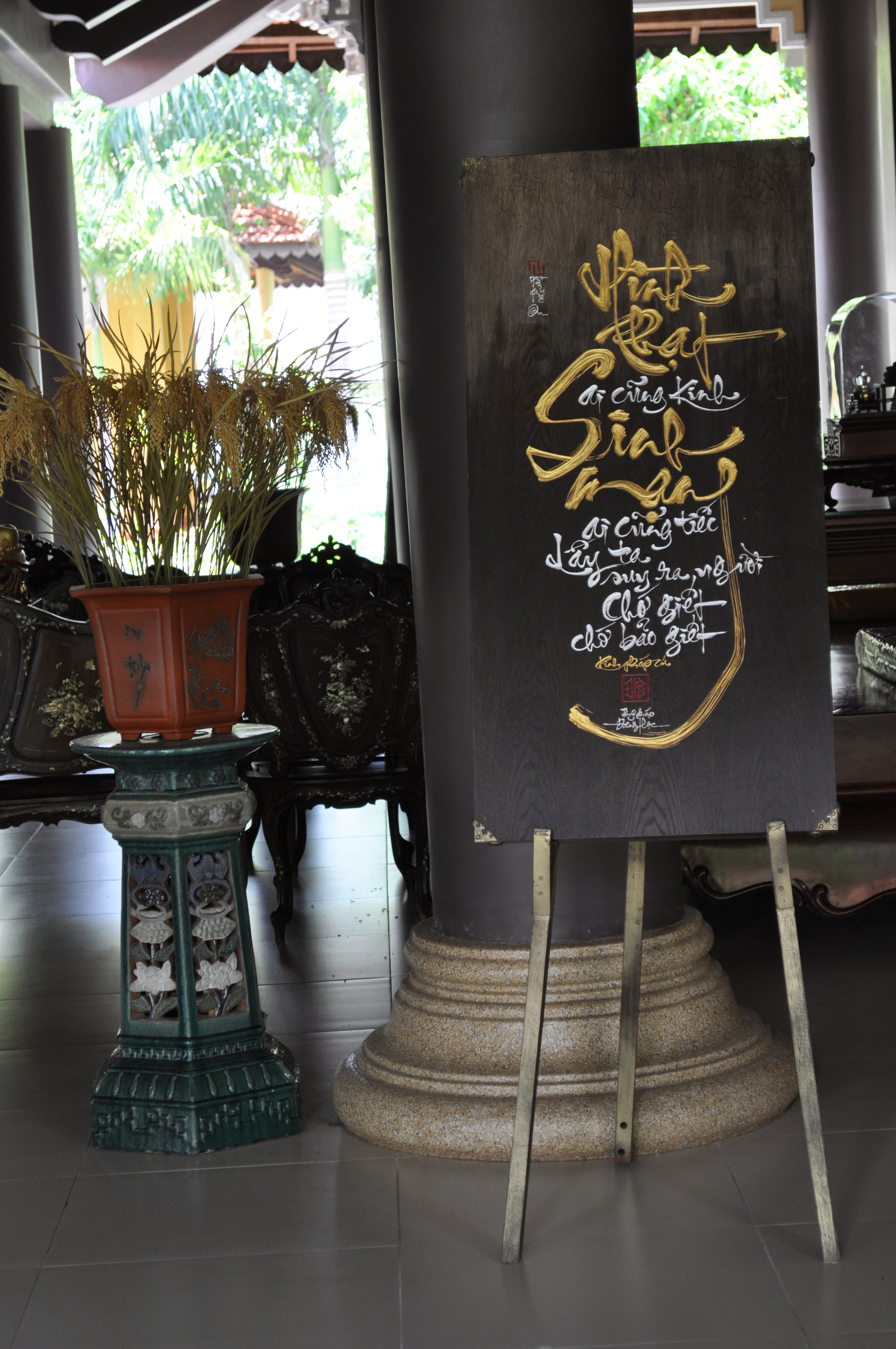
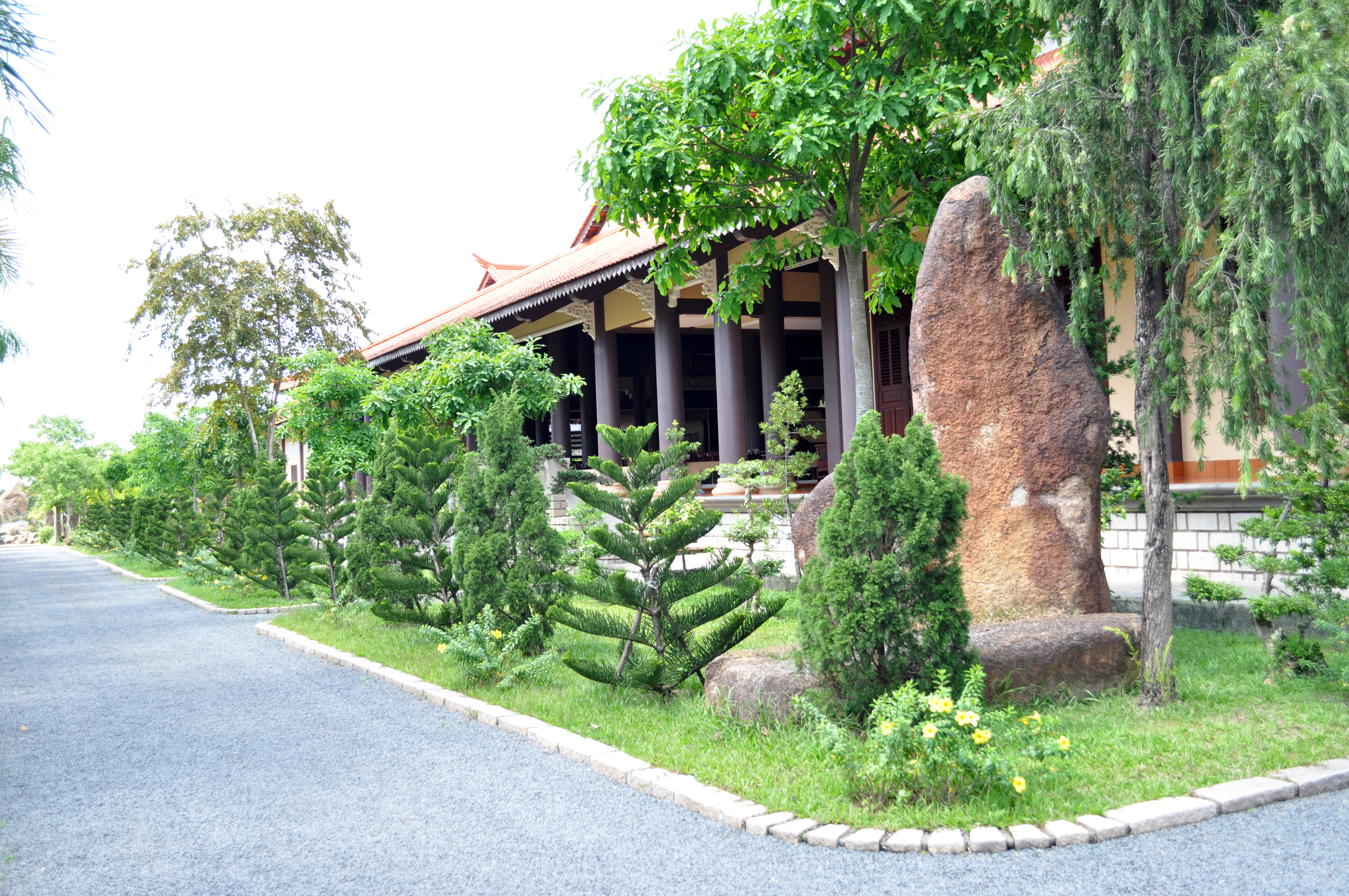
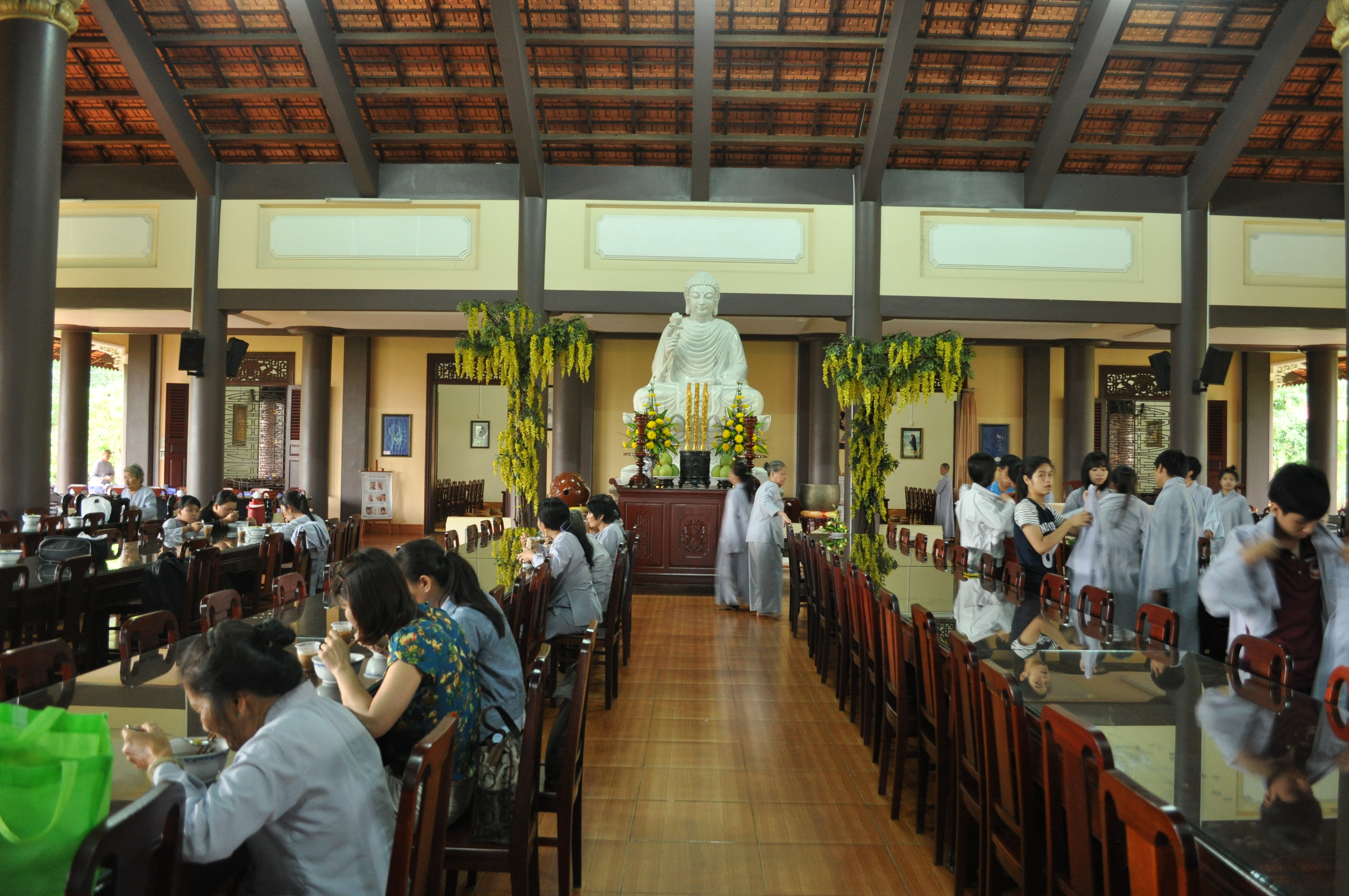
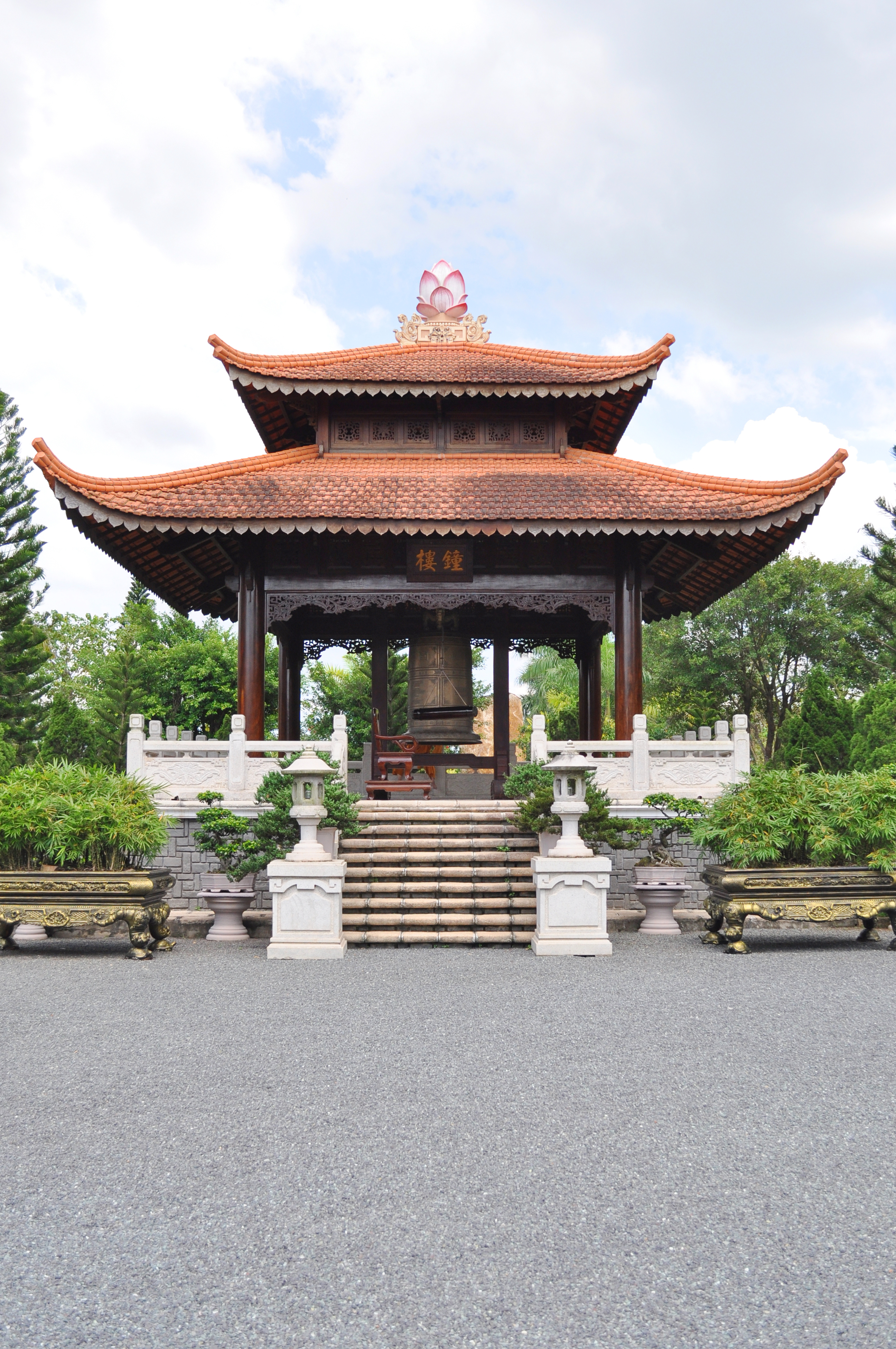
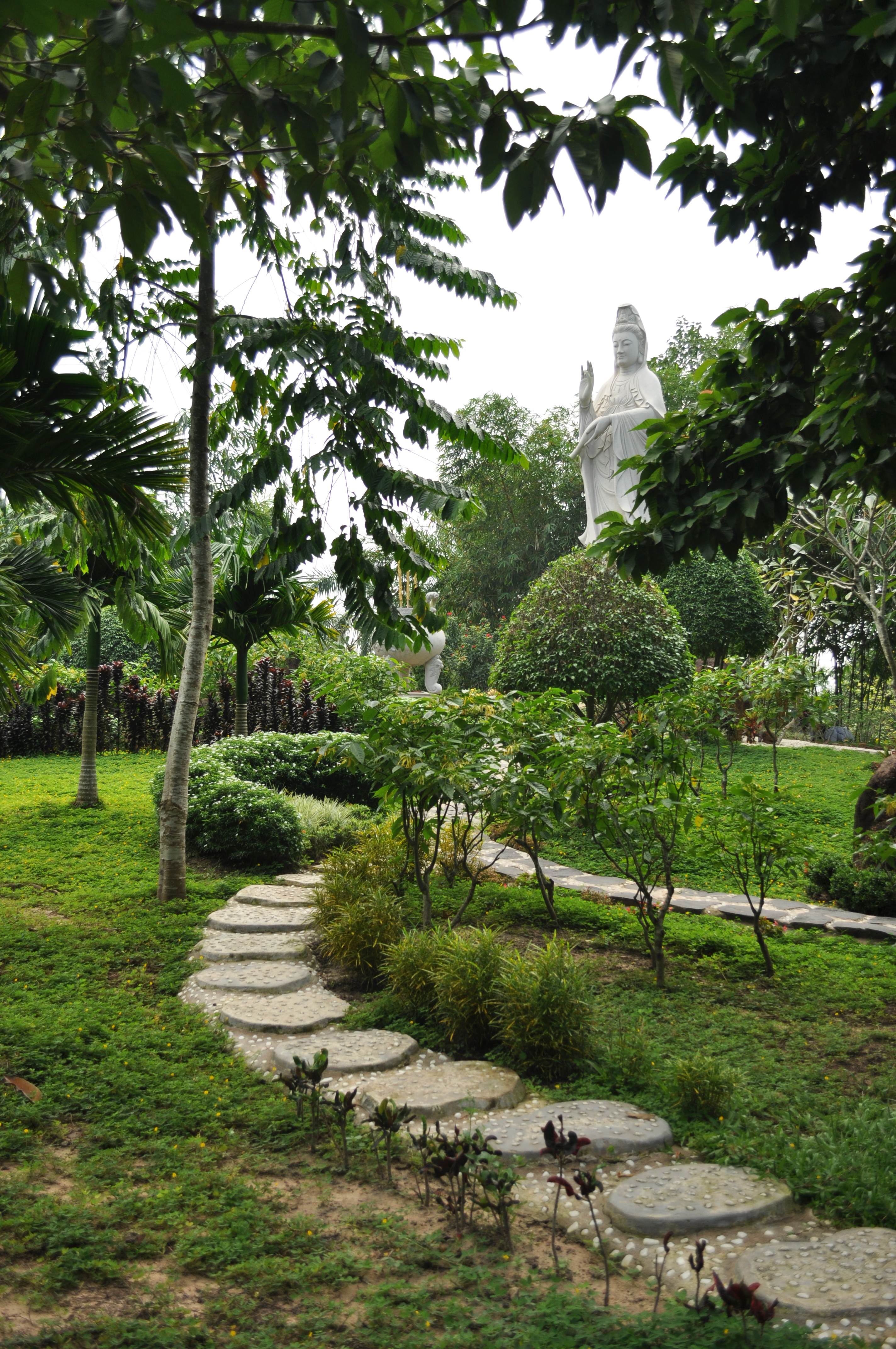
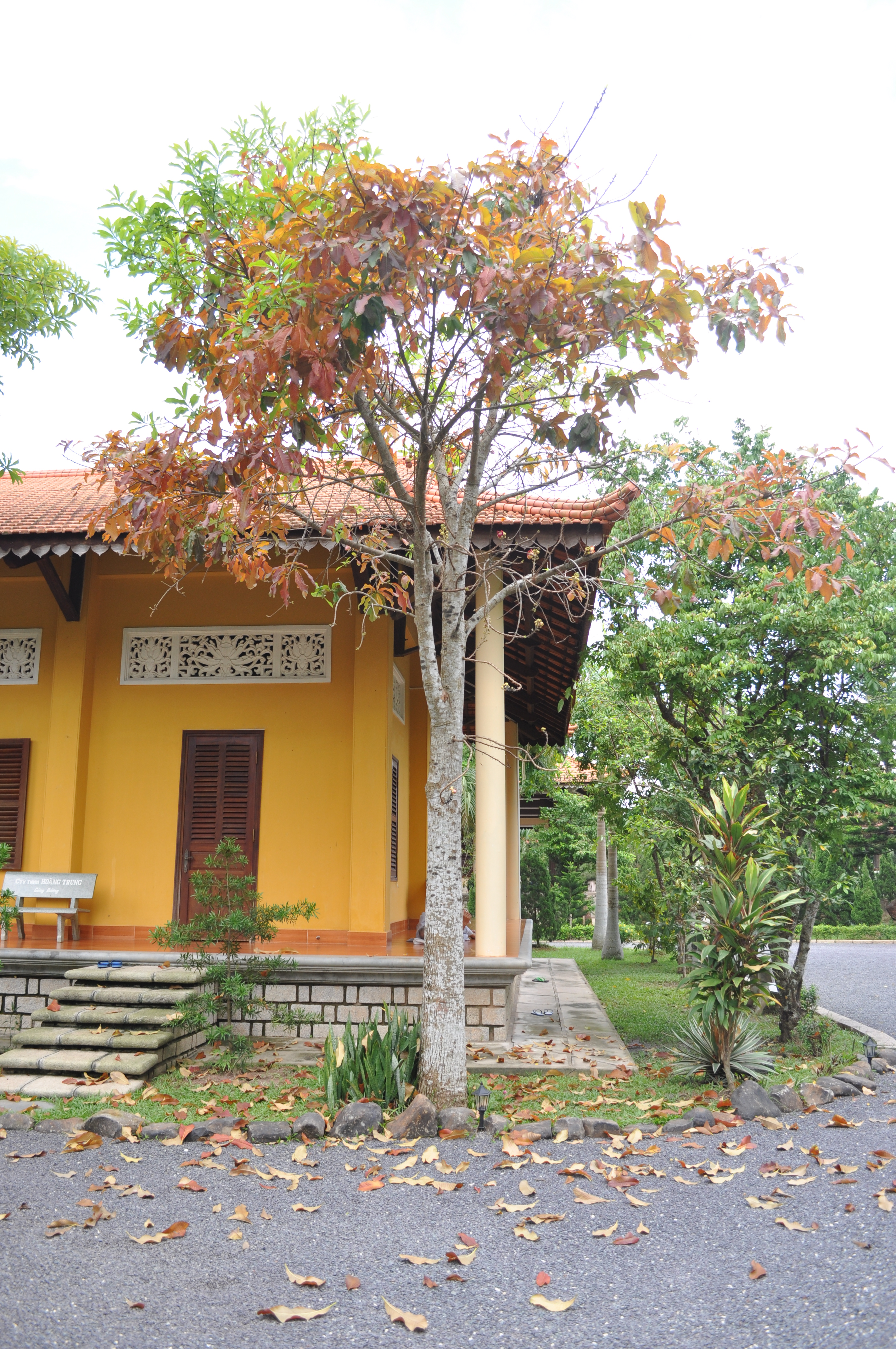